# Dichotomius diabolicus
Dichotomius diabolicus är en skalbaggsart som beskrevs av Edgar von Harold 1875. Dichotomius diabolicus ingår i släktet Dichotomius och familjen bladhorningar. Inga underarter finns listade i Catalogue of Life.